# Ballon-Saint-Mars
Ballon-Saint-Mars es una comuna nueva francesa situada en el departamento de Sarthe, de la región de Países del Loira.

## Historia
Fue creada el 1 de enero de 2016, en aplicación de una resolución del prefecto de Sarthe del 7 de agosto de 2015 con la unión de las comunas de Ballon y Saint-Mars-sous-Ballon, pasando a estar el ayuntamiento en la antigua comuna de Ballon.

## Demografía
| Gráfica de evolución demográfica de Ballon-Saint-Mars entre 1851 y 2013 |
|                                                                         |

Los datos entre 1851 y 2013 son el resultado de sumar los parciales de las dos comunas que forman la nueva comuna de Ballon-Saint-Mars, cuyos datos se han cogido de 1851 a 1999, para las comunas de Ballon y Saint-Mars-sous-Ballon de la página francesa EHESS/Cassini. Los demás datos se han cogido de la página del INSEE.

## Composición
| Comuna delegada        | Código INSEE | Población (2013) | Superficie (km²) | Densidad (hab./km²) |
| ---------------------- | ------------ | ---------------- | ---------------- | ------------------- |
| Ballon                 | 72023        | 1345             | 13.41            | 100                 |
| Saint-Mars-sous-Ballon | 72301        | 829              | 18.20            | 46                  |